# Poophilus nebulosus
Poophilus nebulosus är en insektsart som först beskrevs av Lethierry 1876.  Poophilus nebulosus ingår i släktet Poophilus och familjen spottstritar. Inga underarter finns listade i Catalogue of Life.